# Río Iori

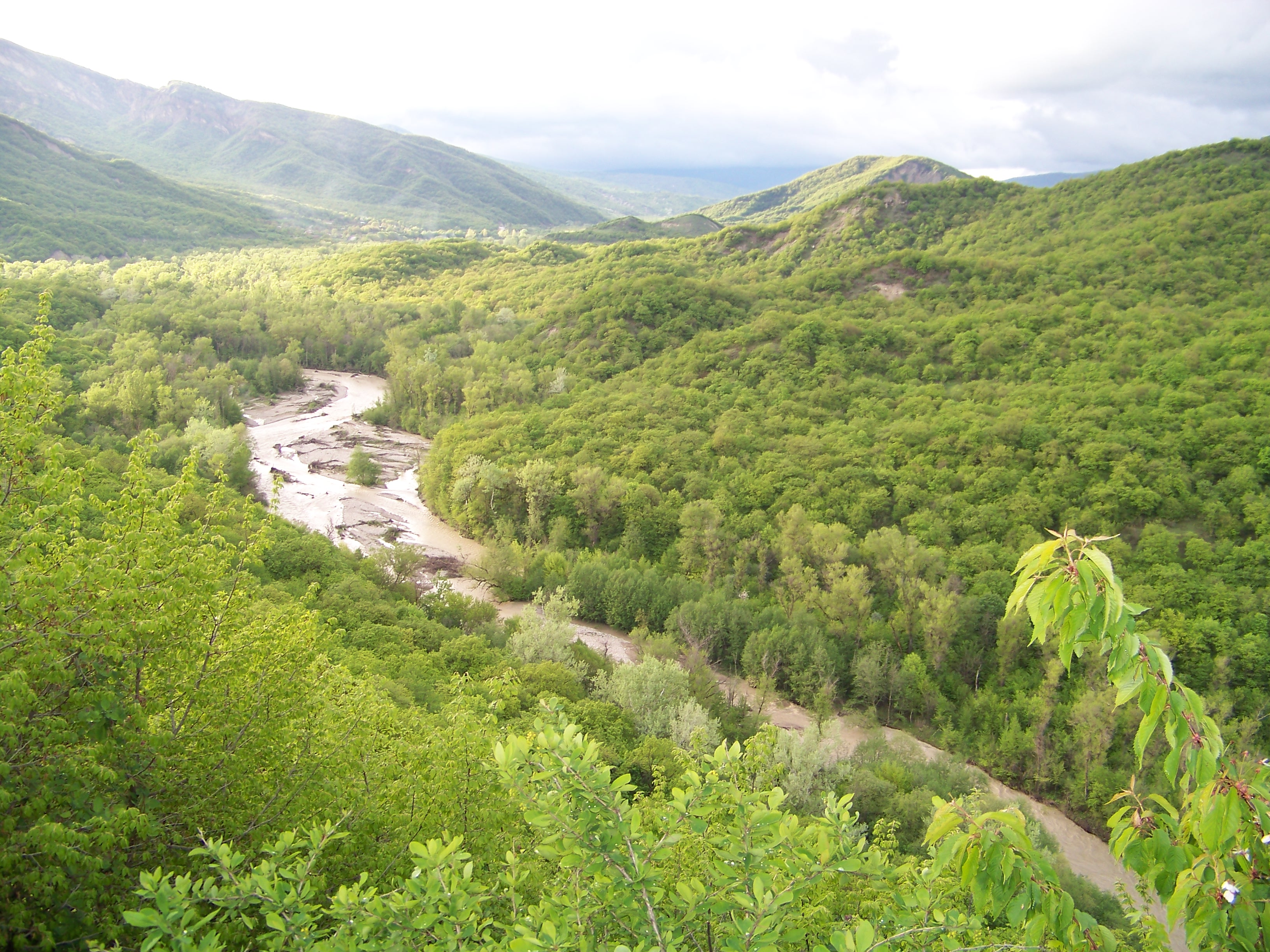
El valle alto del río

El río Iori (en georgiano: იორი, en azerí: Qabırrı) es un río asiático que discurre por Transcaucasia, un afluente del río Kurá que pertenece a la vertiente del mar Caspio. Se origina en las montañas del Gran Cáucaso, al este de Georgia, y continúa luego por Azerbaiyán, hasta desaguar en el gran embalse de Migachevir (un importante embalse construido en el Kurá entre 1945-1953 que, además de regular el río y permitir la irrigación, alimenta una gran central hidroeléctrica de 420 MW).
La longitud del río Iori es de 320 km y drena una cuenca de 4650 km².